# Droga Straceń
Droga Straceń – północna część miasta Biłgoraja, położona w granicach osiedla administracyjnego Rapy, w rejonie ulicy o nazwie Droga Straceń 1941–1944.